# Lasius lasioides
Lasius lasioides es una especie de hormiga del género Lasius, tribu, Lasiini, orden Hymenoptera. Fue descrita por Emery en 1869.

## Distribución
Se distribuye por Marruecos, Georgia, Irán, Israel, Turquía, Albania, islas Baleares, Croacia, Francia, Grecia, Italia, Macedonia, Malta, Montenegro, Portugal y España.

## Hábitat
Habita debajo de piedras y rocas, en hojas, troncos, cerca de arroyos y jardines. Se ha encontrado a elevaciones de 1-1740 metros.